# Santuari de Nostra Senyora d'Estíbaliz
Nuestra Señora de Estíbaliz és un cèlebre santuari a la localitat d'Argandoña, pertanyent al municipi de Vitòria, a la província d'Àlaba. És a uns 8 km de la ciutat de Vitòria, al cim d'un escarpat promontori s'alça gairebé al centre de la plana alabesa des de la qual es descobreix una dilatada campanya. En aquest santuari es venera la patrona dels alabesos, conduïda antigament tots els anys al camp d'Arriaga on festejava les seves juntes la cèlebre confraria.
Data aquest santuari del segle xi i és una veritable joia de l'art romànic. El 1138 va ser cedit als monjos cistercencs de Nájera que el conservaren fins al 1431 quan el vengueren a Fernán Pérez de Ayala, fill del famós canceller del rei Enric de Castella, Pedro López de Ayala. El 1542, Atanasio de Ayala, descendent i hereu d'aquell va donar el monestir d'Estíbaliz a l'hospital de Santiago de la ciutat de Vitòria que ho va cedir a la província d'Àlaba prèvia condició de procedir a la restauració de la basílica.
Encara que destruït en part per l'acció del temps i dels homes en les contínues guerres civils que tant n'han fet malbé la part decorativa, el que es manté i encara existeix en demostra el valor arqueològic. La planta senzilla coronada per tres absis, les columnes embellides per curiosos capitells historiats, la pica baptismal i el seu frontal de pedra de l'altar del Crist ostenten detalls que segons el parer d'alguns fan remunten a l'època visigoda.